# نادي كاتانزارو
نادي كاتانزارو (بالإيطالية: U.S. Catanzaro 1929)‏، نادي كرة قدم إيطالي يقع في مدينة كاتنزارو في إيطاليا، تأسس عام 1929.
يلعب حاليا في Lega Pro Prima Divisione B.